# Ptinus clavipes
Ptinus clavipes là một loài bọ cánh cứng thuộc họ Ptinidae.